# Semmeringbanan

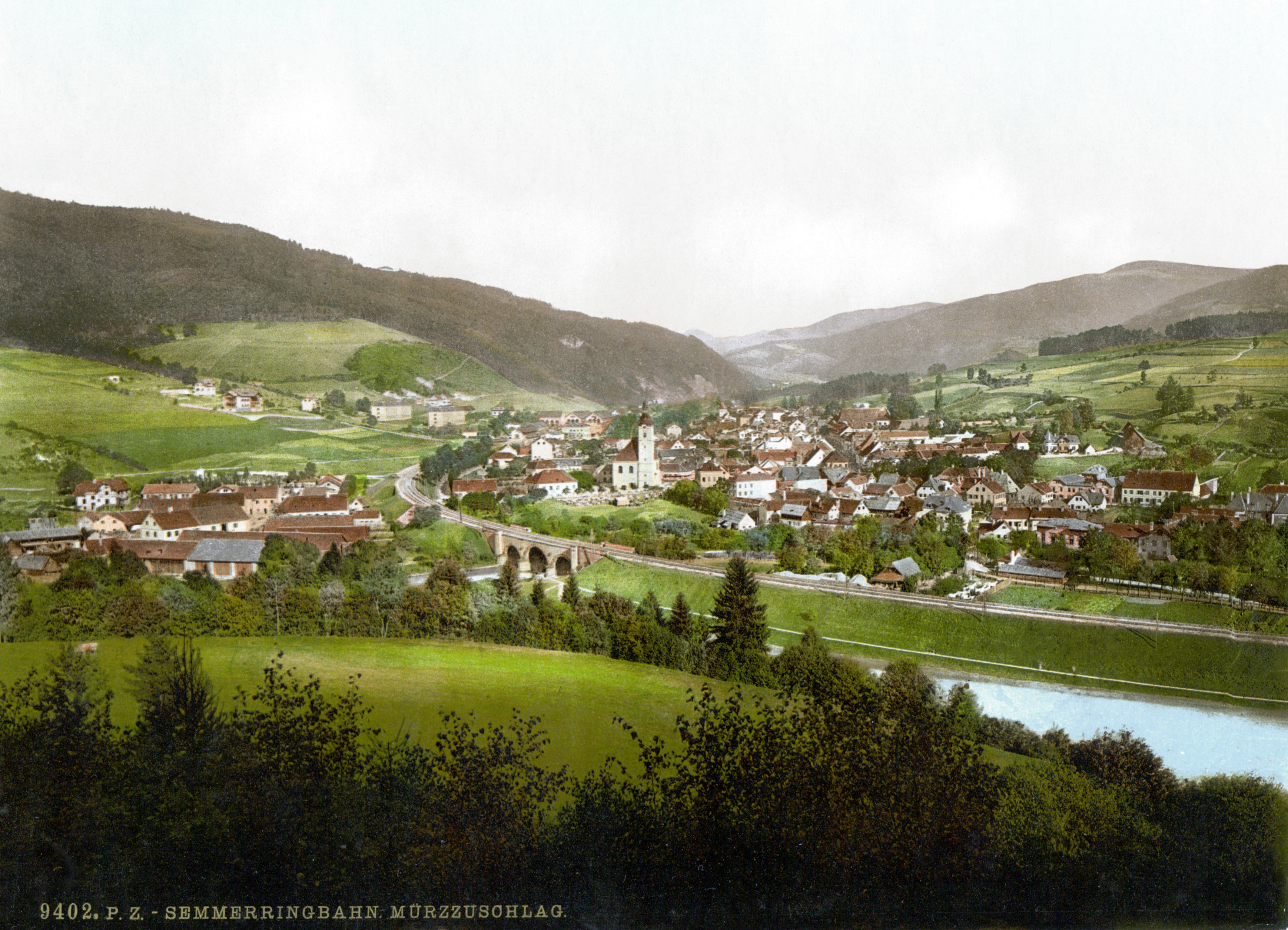
Semmeringbanan vid Mürzzuschlag, omkring år 1900.

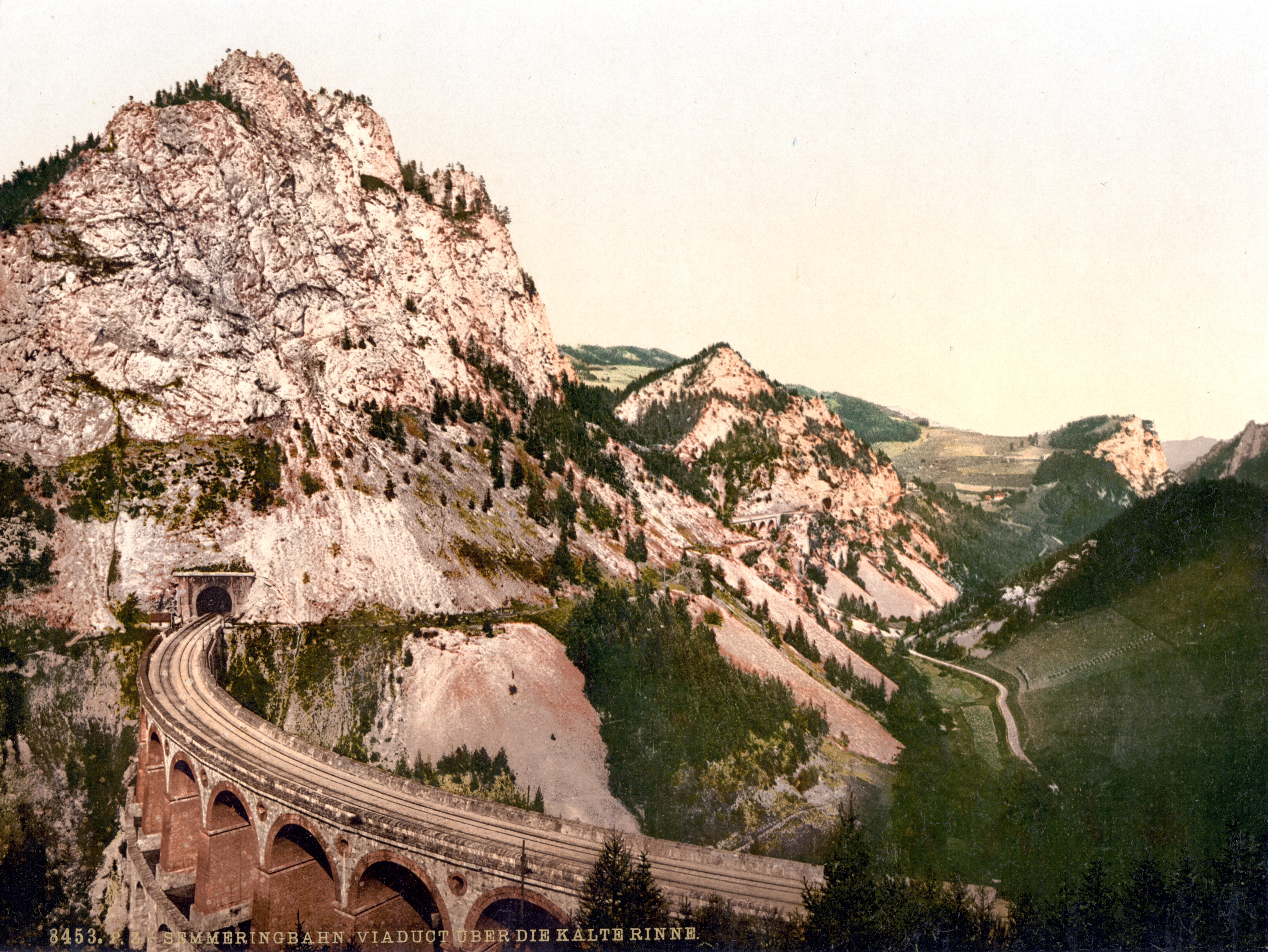
Viadukt på Semmeringbanan, omkring år 1900.

Semmeringbanan (tyska: Semmeringbahn) i Österrike anses vara en av världens första bergsjärnvägar, särskilt när det gäller den svåra terrängen och höjdskillnaden. Den börjar i Gloggnitz och går över Semmering till Mürzzuschlag och är den första bergsjärnvägen i Europa byggd med normal spårvidd 1435 mm. Semmeringbanan, som fortfarande är i bruk, är en del av Österrikes södra järnvägsnät.

## Historik
Arkitekten bakom Semmeringbanan, Carl Ritter von Ghega, var tvungen att använda den senaste tekniken när han konstruerade de första loken i världen som klarade av banans extrema lutning och vändradie.
Semmeringbanan har en total längd på 41 km och en höjdskillnad på 460 meter. Den byggdes mellan 1848 och 1854. Järnvägen har 14 tunnlar (bland dem den 1 431 meter långa spetstunneln), 16 viadukter (fler i två plan) och över 100 böjda stenbroar samt 11 små järnbroar. 60 % av Semmeringbanans längd har en stigningsgrad på 20-25 ‰. Sträckan består nästan uteslutande av kurvor. 16% av sträckan har banans lägsta kurvradie på 190 meter. De stödmurar, övervakningsbyggnader och stationer som uppfördes längs banan byggdes oftast av restmaterial från grävandet av tunnlarna. Det geologiska materialet i landskapet användes därigenom direkt till järnvägens strukturella organisation.
Ett stort problem, när järnvägen skulle uppföras, var det faktum att avståndsmätningen för ett utkast på järnvägskonstruktionen inte kunde göras helt korrekt. Man blev därför tvungen att utveckla nya instrument och metoder för undersökningar. Stigningsgraden på upp till 25 ‰ (= en meters höjdskillnad på en sträcka av 40 meter) och den minsta kurvradien på 190 meter i denna skala behärskades nu för första gången. För det enorma företaget att uppföra järnvägen var det nödvändigt att konstruera nya lokomotiv, vilket också gav ett antal nya impulser för järnvägsbyggandet. 
Tunnlarna och järnvägsviadukterna uppfördes av 20 000 arbetare under en period på 6 år och representerade på sin tid en enastående teknisk och organisatiorisk prestation.
Redan när Semmeringbanan presenterades så förstod man att det var frågan om landskapsdesign, det vill säga en harmonisk kombination av teknologi och natur, vilket också erbjöd en unik reseupplevelse. Semmeringbanan öppnade landskapet Semmering för turism. Ett antal hotell och ståtliga byggnader uppförda i regionen är ett starkt vittnesmål för denna epok.
Det enorma uppsvinget vid sekelskiftet och uppvärderingen av området som en region för vintersport varade fram till första tredjedelen av 1900-talet och avbröts först av krig och senare av förändringarna av semesterbehov. Därför har detta unika kulturlandskap kunnat bevaras oförändrat. 
Mellan 1956 och 1959 blev Semmeringbanan en elektrifierad järnväg.
En resa på Semmeringbanan, som faktiskt ännu är i bruk 150 år efter uppförandet, drar fortfarande folk och ger med det varierande landskapet, de typiska lyxbostäderna och den karakteristiska växlingen mellan viadukter och tunnlar, en alldeles speciell upplevelse.
Sedan 1998 är Semmeringbanan upptagen på Unescos världsarvslista.